# Autorisierung
Eine Autorisierung (von lateinisch auctorare ‚verbürgen‘, ‚bekräftigen‘, ‚bestätigen‘) ist im weitesten Sinne eine Zustimmung oder Erlaubnis, spezieller die Einräumung von Rechten gegenüber interessierten Rechtssubjekten, gegebenenfalls als Nutzungsrecht gegenüber Dritten.

## Allgemeines
Die Autorisierung überwindet Mechanismen von Sicherungen gegen Unbefugte. Eine Autorisierung hebt keinen Schutz auf, sie gilt gegebenenfalls eingeschränkt nur in einem Kontext und/oder Modus. Die Autorisierung erfolgt sinnvollerweise nicht ohne eine vorherige erfolgreiche Authentifizierung.

## Autorisierung in Computernetzwerken
In der Informationstechnologie bezeichnet die Autorisierung das initiale Zuweisen und das wiederholt einleitende Überprüfen von Zugriffsrechten mittels spezieller Methoden bezüglich interessierter Systemnutzer zu Daten und zu Diensten.
Die zwei häufigsten Spezialfälle sind:
- der erlaubte Zugriff auf sogenannte Ressourcen (z. B. auf Verzeichnisse oder Dateien) in einem Computernetzwerk.
- die Erlaubnis zur Installation oder Benutzung von Computerprogrammen (Software).

## Autorisierung im Zahlungsverkehr
Unter Autorisierung versteht man im Zahlungsdiensterecht die Zustimmung des zahlungspflichtigen Zahlers zu einem Zahlungsvorgang. Hierzu wird in § 675j Abs. 1 BGB angeordnet, dass nur mit der Autorisierung der Zahlungsvorgang gegenüber dem Zahler wirksam wird. Bei nicht autorisierten Zahlungen hat das Kreditinstitut keinen Schadensersatzanspruch gegen den Zahler (§ 675u BGB). Die Einzugsermächtigungslastschrift (SEPA-Basislastschrift) ist bis zur Genehmigung durch den Zahlungsverpflichteten kein autorisierter Zahlungsvorgang, der Abbuchungsauftrag (SEPA-Firmenlastschrift) ist ein autorisierter. In den Sonderbedingungen ist für die Einzugsermächtigungslastschrift klargestellt, dass der Zahlungspflichtige den Zahlungsvorgang mit Erteilung der Einzugsermächtigung nicht vorab autorisiert; die (nachträgliche) Autorisierung hängt vielmehr von der Erteilung der Genehmigung gegenüber der Zahlstelle ab. Auch nach den seit 9. Juli 2012 wirksamen neuen Bank-AGB gelten Einzugsermächtigungen nicht als vorab autorisiert. Mangels Vorabautorisierung des Zahlungsvorgangs fällt das Einzugsermächtigungsverfahren in der derzeitigen rechtlichen Ausgestaltung daher nicht in den Anwendungsbereich des § 675x BGB.
Auch der Vorgang der Genehmigung einer EC- oder Kreditkartenzahlung durch das Kreditinstitut des Karteninhabers fällt unter die Autorisierung. Zahlungskartenzahlungen im Rahmen des elektronischen Lastschriftverfahrens sind seit dem 1. Februar 2016 nicht mehr zulässig. Hier wurde unter anderem geprüft, ob es sich um eine gültige Karte handelt und ob das Kartenlimit für die beabsichtigte Transaktion noch ausreicht. Bei erfolgreicher Autorisierung hatte der Verkäufer die Gewissheit, dass das Bank- bzw. Kreditkartenkonto des Kunden mit dem autorisierten Betrag belastet werden kann. Die Autorisierung erfolgte in der Regel online.

### Rückruf/Widerruf
Der Rückruf/Widerruf einer Überweisung durch den Auftraggeber ist bis auf extreme Ausnahmefälle nicht mehr möglich (§ 675p Abs. 1 BGB). Dabei werden – innerhalb einer Rückruffrist von 10 TARGET-Tagen nach Ausführung – nur drei Rückrufgründe akzeptiert, nämlich Doppelausführung, fehlerhafte Überweisung infolge technischer Probleme und durch Betrug entstandene Überweisungen. Es bleibt der Empfängerbank überlassen, ob sie den Überweisungsbetrag zurück überweist. Ein sonstiger Widerruf der Überweisung ist praktisch fast unmöglich, da bei Inlandsüberweisungen der Überweisungsbetrag dem Empfängerkonto noch nicht gutgeschrieben sein darf und die sehr kurze Ausführungsfrist von lediglich 1 Tag dagegen steht. Nach herrschender Meinung ist ein Widerruf nur so lange möglich, bis die Gutschrift auf dem Konto der Bank des Empfängers erfolgt ist, also diese Bank Deckung erlangt hat. Bei der Hausüberweisung (Auftraggeber und Empfänger haben Konten bei derselben Bank) ist deshalb ein Widerruf nur bis zur Kontobelastung des Auftraggebers möglich. Da im Lastschriftverfahren der schuldende Zahlungspflichtige weder die Höhe noch den Zahlungszeitpunkt bestimmen kann, wird ihm von seiner kontoführenden Zahlstelle ein Widerrufsrecht eingeräumt. Der Widerruf ist in § 675j Abs. 2 Satz 1, § 675p BGB abschließend geregelt, sofern mindestens ein Verbraucher beteiligt ist (SEPA-Basislastschrift). Schon dem eindeutigen Wortlaut nach gibt § 675x BGB dem Zahlungspflichtigen einen eigenständigen Anspruch, der die Autorisierung des Zahlungsvorgangs nicht entfallen lässt. Ebenso wenig eröffnet § 675p Abs. 4 Satz 1 BGB im Fall der Lastschrift die Möglichkeit, die Frist zum Widerruf des Zahlungsauftrags durch vertragliche Vereinbarung zwischen Schuldner und Schuldnerbank zu verlängern. Verweigert der Zahlungspflichtige die Genehmigung, indem er der Belastungsbuchung widerspricht, muss die Zahlstelle diese Belastung berichtigen (Storno). Erfolgt der Widerspruch innerhalb von sechs Wochen nach der Belastungsbuchung, so kann die Zahlstelle die Lastschrift im Interbankenverhältnis zurückgeben (Abschnitt III Nr. 1 und 2 des Lastschriftabkommens); die Inkassostelle belastet sodann das Gläubigerkonto mit dem zuvor gutgeschriebenen Betrag einschließlich Rücklastschriftgebühren. Bei Firmenlastschriften kann das Widerrufsrecht des § 675j Abs. 2 BGB in Verbindung mit § 675e Abs. 4 BGB ausgeschlossen werden mit der Folge, dass ein Widerruf einer das Konto des Zahlungspflichtigen belasteten Lastschrift trotz Autorisierung nicht möglich ist. Ansprüche des Zahlungspflichtigen gegenüber dem Zahlungsempfänger können grundsätzlich innerhalb von drei Jahren geltend gemacht werden (Verjährung; § 195 BGB).

## Autorisierung in der Wirtschaft
Unternehmen, die in einem wirtschaftlichen Zusammenhang kooperieren, können diese Unternehmensverbindung gegenüber ihren Kunden oder anderen Unternehmen einen formalen Rahmen verleihen, indem sie sich als autorisierter Partner oder autorisierter Vertriebspartner bezeichnen. Grundlage hierfür bildet meist eine Konzession oder Lizenz. Besonders häufig wird der Begriff des autorisierten Vertriebspartners verwendet, wodurch Standards, z. B. in Produktqualität, Kontrolle und Ausbildung dokumentiert werden sollen. Allgemeingültige Details sind beispielsweise im Handelsrecht für den Handelsvertreter geregelt.

## Autorisierung bei Werken in Schrift, Bild und Ton
Durch Autorisierung erkennt der Autor eines Werkes (z. B. eines Romanes oder einer Symphonie) eine bestimmte Fassung als endgültige Fassung („autorisierte Fassung“) an, wenn mehrere vorliegen.
Die Autorisierung eines Werkes ist die Erlaubnis des Rechteinhabers zu einer spezifischen Verwertung, häufig bei einem Medienwechsel (z. B. „das Buch zum Film“ oder umgekehrt). Insbesondere, wenn es mehrere konkurrierende Verwertungen gibt, kann dies als Bestätigung interpretiert werden, dass der Inhalt authentisch wiedergegeben ist, oder soll ein anderes Qualitätsmerkmal ausdrücken und ist letztlich damit Bestandteil des Marketings („die offizielle Version“).
Die Autorisierung eines Interviews meint die nachträgliche Zustimmung des Interviewten zu einer schriftlichen Fassung des Gesprächs und der Veröffentlichung. So zielt beispielsweise eine Autorisierung nach den Leitlinien zur Autorisierung von Interviews des Deutschen Journalistenverbandes (DJV) auf sachliche Korrektheit, Sinnwahrung und sprachliche Klarheit ab. Weitere Änderungen, insbesondere inhaltliche, sollten nicht vorgenommen werden. Nimmt der Interviewte solche dennoch in kleinerem Umfang vor, so ist es aus Sicht des DJV unbedenklich, wenn der Interviewer diese Änderungen und die Einzelheiten des Autorisierungsvorgangs transparent macht. Die Autorisierung von Interviews ist im deutschsprachigen Raum heute üblich, obwohl sie weder per Gesetz noch per deutschem Pressekodex vorgeschrieben ist. In vielen anderen Ländern, vor allem im englischsprachigen Journalismus, ist eine Autorisierung unüblich.
Im Falle einer Biografie bedeutet eine Autorisierung ebenfalls die Zustimmung der beschriebenen Person – ggf. der Erben oder Nachkommen – zu Inhalt und Veröffentlichung der Biografie. Eine nichtautorisierte Biografie bedeutet hier im Unterschied zu Rechteverwertungen keine Nähe zur Illegalität, denn in der Regel ist keine Zustimmung notwendig.
Autorisierungen treffen keine Aussage über die Treue von Werken, genauso wenig wie ein autorisiertes Interview den tatsächlichen Gesprächsverlauf wiedergibt. Vielmehr wird dadurch lediglich die Wahrung der Interessen des Autorisierenden dokumentiert. Speziell bei Biografien kann mitunter eine unautorisierte Variante durchaus ein objektiveres Bild zeichnen, obwohl auf der anderen Seite hier Verkaufsinteressen zu stark in den Vordergrund rücken können.